# Жак Камбри
Жак Камбрѝ (на френски: Jacques Cambry) е френски етнограф, фолклорист и археолог.

## Биография
Роден е на 2 октомври 1749 година в Лориан, Бретан, в семейството на корабен инженер. В ранните си години работи за Френската източноиндийска компания и пътува много по море и из Европа. След Френската революция от 1789 година заема редица административни постове, достигайки до префект на новосъздадения департамент Оаз. Част от работата му е да инвентаризира национализирани предмети на изкуството в Бретан, което става основа за два обширни труда върху етнографията на областта. През 1804 година е сред основателите на Келтската академия, която оглавява до смъртта си.
Жак Камбри умира на 31 декември 1807 година в Кашан.